# Yana Psaila
Yana Psaila (ros. Я́на Владисла́вовна Кирие́нко; ur. 8 maja 1979 w Tomsku) – rosyjsko-maltańska poetka, językoznawca i tłumaczka, członkini Akademii Maltańskiej i Stowarzyszenia Poetów Maltańskich. Autorka pierwszych na świecie rozmówek rosyjsko-maltańskich i maltańsko-rosyjskich, a także pierwszego tłumaczenia maltańskiej powieści na język rosyjski.

## Biografia
Yana Psaila urodziła się w Tomsku na Syberii w rodzinie pracowników Politechniki Tomskiej i Tomskiego Uniwersytetu Państwowego. Ojciec, Władisław Kirijenko, jest badaczem operacyjnym. Matka, Olga Kirijenko, jest filologiem. Yana napisała swój pierwszy wiersz w wieku pięciu lat, a w 1991 roku ukazała się jej pierwsza oficjalna publikacja. Ukończyła Tomski Uniwersytet Państwowy, uzyskując tytuł magistra językoznawcy-wykładowcy teorii i metodyki nauczania języków obcych i kultur ze specjalnością w nauczaniu języka angielskiego na poziomie uniwersyteckim. 
Od 2004 r. mieszka i pracuje na Malcie. Jej mężem jest Jean Paul Psaila, maltański fotograf. W pierwszych latach pobytu na Malcie pisała poezję w języku angielskim. W latach 2006-2007 zaczęła pisać w języku maltańskim. Jej poematy liryczne zostały opublikowane w różnych maltańskich czasopismach i almanachach. Języka maltańskiego nauczyła się samodzielnie, a w latach 2012-2013 zdała egzaminy z języka maltańskiego, jako języka ojczystego, na poziomie podstawowym i zaawansowanym. W 2013 r. ukazał się zbiór wierszy Yany Psaili w języku maltańskim L-Imħabba tal-Istilla Polari. W tym samym roku została członkinią Stowarzyszenia Poetów Maltańskich (tal-Għaqda Poeti Maltin). W 2014 r. została członkiem tal-Għaqda tal-Malti - Universita'. W 2015 r. została członkinią Akademii Maltańskiej.
Yana Psaila jest autorką pierwszych na świecie rozmówek rosyjsko-maltańskich i maltańsko-rosyjskich, a także pierwszego tłumaczenia maltańskiej powieści na język rosyjski, powieści Il-Ħajja Sigrieta tan-Nanna Ġenoveffa Trevora Żahra. Przetłumaczyła również kilka utworów Władimira Wysockiego.  